# Теорія Гайма
Теорія Гайма  (англ. Heim theory) — фізична теорія, запропонована німецьким фізиком Буркгардом Гаймом, одна зі спроб розробити теорію всього. Шестимірна модель Гайма пізніше була розширена до восьми і згодом до дванадцяти мірностей у співпраці з В. Дрьошером. Вальтер Дрьошер і Йохем Гойзер спробували застосувати її до нетрадиційного руху у просторі, надсвітлової швидкості, а також до походження темної матерії. Теорія Гайма була піддана критиці, оскільки більша частина оригінальної роботи і наступних теорій спочатку не були рецензовані. Гайм зрештою опублікував деякі зі своїх робіт в 1977 році і зовсім недавно[коли?] аспекти розширеної Теорії Гайма були представлені інспекції наукового співтовариства. Гайм спробував вирішити несумісність квантової теорії і загальної теорії відносності. Для досягнення цієї мети він розробив математичний підхід, заснований на квантуванні простору-часу, і запропонував «Метрон» у ролі (двовимірного) кванту (багатовимірного) простору. Частина теорія формулюється в термінах різницевих операторів; Гайм назвав цей тип математичного формалізму Selector calculus (обчислення селектора).